# Fritz Miroff
Fritz Miroff (ur. 29 sierpnia 1902 w Ulm, zm. 26 listopada 1948 w Landsberg am Lech) – zbrodniarz nazistowski, członek załogi niemieckiego obozu koncentracyjnego Mauthausen-Gusen i SS-Obersturmführer.
Członek NSDAP (nr legitymacji partyjnej 327386) od 1931 i SS (nr identyfikacyjny 15116) od 1933. Służbę w kompleksie Mauthausen rozpoczął w 1940 w podobozie Gusen. W lutym 1942 przeniesiono go do obozu głównego Mauthausen. Od lipca do grudnia 1942 był komendantem podobozu Brettstein. Następnie Miroff sprawował taką samą funkcję od stycznia 1943 do początków maja 1944 w podobozie Linz I. Z kolei od maja do sierpnia 1944 kierował podobozem Leibnitz (Aflens). Wreszcie od sierpnia 1944 do początków kwietnia 1945 był komendantem podobozu Peggau.
Po zakończeniu wojny Miroff został skazany w procesie załogi Mauthausen-Gusen (US vs. Eduard Dlouhy i inni) na karę śmierci przez powieszenie przez amerykański Trybunał Wojskowy w Dachau. Wyrok wykonano w więzieniu Landsberg pod koniec listopada 1948.